# Naturschutzgebiet Kamberg

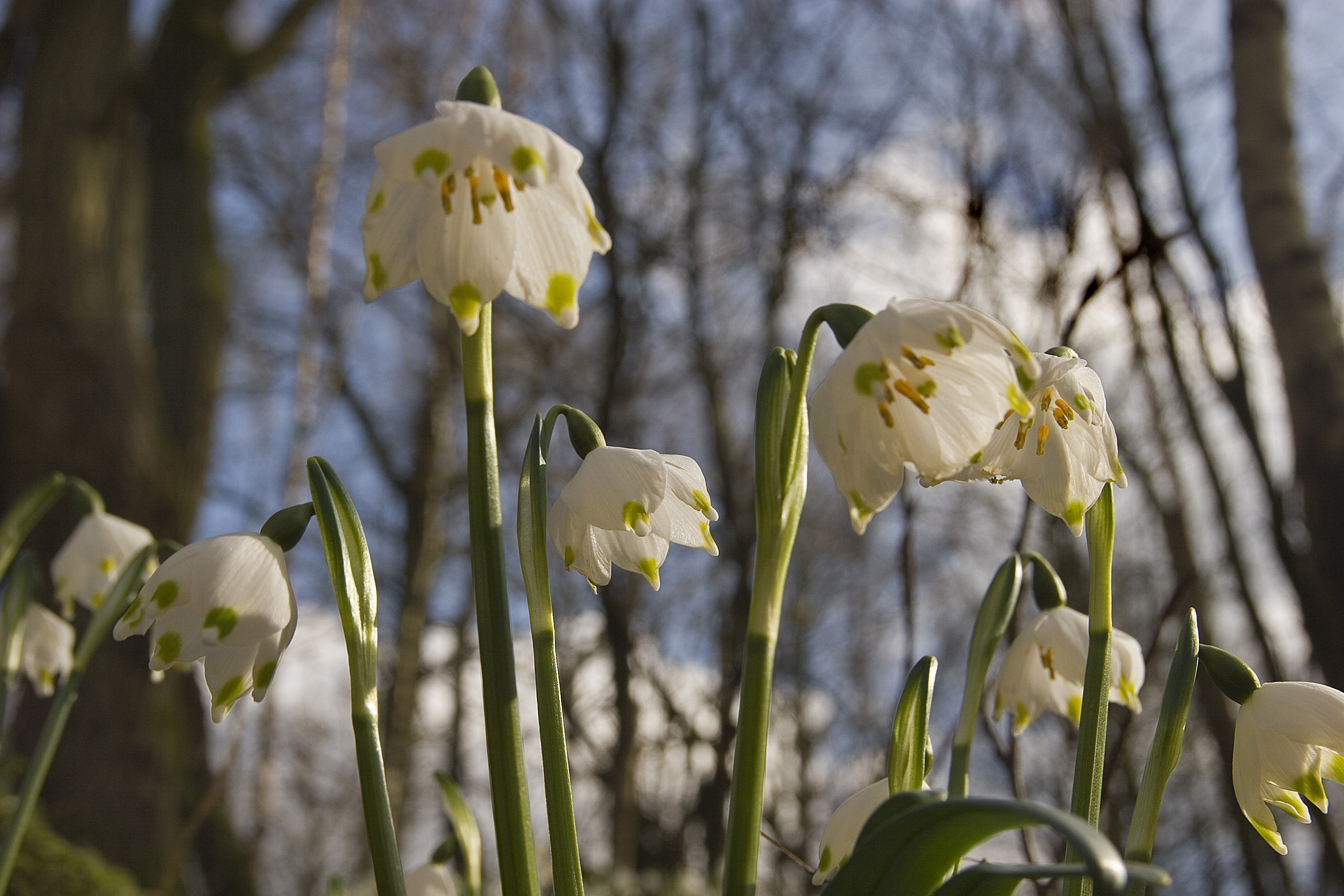
Märzenbecher im NSG Kamberg

Das Naturschutzgebiet Kamberg mit einer Größe von 7,9 ha liegt nordöstlich von Amecke im Stadtgebiet von Sundern (Sauerland). Das Gebiet wurde 1993 mit dem Landschaftsplan Sundern durch den Hochsauerlandkreis erstmals als Naturschutzgebiet (NSG) mit einer Flächengröße von 4,9 ha ausgewiesen. Bei der Neuaufstellung des Landschaftsplaners Sundern 2019 wurde das NSG erneut ausgewiesen und vergrößert. Das NSG grenzt nördlich, westlich und südwestlich direkt an die Bebauung des Dorfes. Im Süden grenzt das Landschaftsschutzgebiet Ortsrandlagen und landwirtschaftliche Vorrangflächen im Landschaftsraum zwischen Amecke, Bruchhausen, Allendorf und Stockum an und im Osten das Landschaftsschutzgebiet Sundern.

## Beschreibung
Beim NSG handelt es sich um einen struktur- und artenreichen Laubwald auf einem von Südwest nach Nordost verlaufenden flachgründigen und bewaldeten Bergrücken Kamberg. Der Untergrund wird von hellgrauem Kalkstein gebildet. Das NSG weist ein weitverzweigtes Höhlensystem auf. Neben kleineren Kalksteinentnahmestellen findet sich im Südteil ein Steinbruch mit 10 m hohen Steilwänden. Der Landschaftsplan führt zum Naturschutzgebiet aus: „Im Westen stockt ein älterer Eichen-Hainbuchenmischwald mit tlw. eingestreuten Birken. Nach Osten schließt sich ein Buchenmischwald im Dickungs- und Stangenholzalter an. Dieser Bestand wird von z. T. sehr alten bis über 100 cm Stammdurchmesser ausgestatteten Buchen und Eichen überstellt. Neben kleineren Kalksteinentnahmestellen findet sich im Südteil ein Steinbruch mit 10 m mächtigen Steilwänden. Der Ostteil des Kambergs ist heute vorwiegend mit Fichtenkulturen im geringen Baumholzalter bestockt. Vor allem im randlichen Bereich im Osten und Süden ist jedoch immer noch ein sekundärer, durch Niederwaldnutzung entstandener, artenreicher Eichen-Hainbuchenwald (z. T. mit Überhältern) erhalten. Am gesamten Südrand des Gebietes verläuft ein von einer Hecke begleiteter Spazierweg. Wertgebend in dem NSG ist insbesondere die ausgesprochen artenreiche Krautschicht der bodenständigen Laubmischwälder auf Kalkstandort – sie enthält zahlreiche, regional seltene, kalkholde Pflanzenarten, darunter zahlreiche Frühjahrsgeophyten.“

## Schutzzweck
Laut Landschaftsplan erfolgte die Ausweisung zum:
- „Schutz, Erhaltung und Entwicklung eines, vielfältigen, überwiegend naturnah strukturierten Waldgebietes auf regional seltenem Kalk-Standort und seiner Lebensgemeinschaften mit zahlreichen Frühjahrsgeophyten und einer artenreichen Molluskenfauna mit z. T. biogeographischer Bedeutung;“
- „Schutz und Erhalt eines Trittsteinbiotopes aus naturwissenschaftlichen, naturgeschichtlichen, erdgeschichtlichen und landeskundlichen Gründen.“
- „Das NSG dient auch der nachhaltigen Sicherung von Vorkommen seltener Tier- und Pflanzenarten.“[2]

## Gebote und Entwicklungsmaßnahme
Es wurden vier Gebote im Landschaftsplan für das NSG aufgeführt. Im NSG sollen die Ablagerungen von Müll, Gehölz- und Grasschnitt entfernt werden. Die zahlreichen Trampelpfade sollen im Zuge eines aufzustellenden Wegekonzeptes beseitigt werden. Ein mit Schotter befestigte Feuerplatz auf der Sohle des kleinen Steinbruchs im Süden ist rückzubauen. Unter Zahlung eines angemessenen Ausgleichs sollen die Nadelholzbereiche in Laubwald umgewandelt werden.
Als Entwicklungsmaßnahme für das NSG wurde festgesetzt, dass Nadelgehölze entfernt werden sollen und in einen naturnahen Laubmischwald umgewandelt werden sollen.

## Weblink
- Naturschutzgebiet „Kamberg“ im Fachinformationssystem des Landesamtes für Natur, Umwelt und Klima Nordrhein-Westfalen